# Pere Marcer i Oliver
Pere Marcer i Oliver (Sant Pere de Ribes, 1840 - Barcelona, 20 de desembre de 1925) fou un religiós, científic i inventor català.
Fill d'una família de propietaris, i germà de Francesc Marcer i Oliver, s'ordenà sacerdot i el 1869 ingressà al Seminari Conciliar de Barcelona, on fou catedràtic fins al 1919. Primer ocupà la càtedra de matemàtiques, i des del 1882 la de Física i Química en substitució de Jaume Arbós.
Fou inventor d'alguns aparells molt enginyosos que utilitzà per a l'ensenyament de les seves assignatura, com el que demostrava el principi d'Arquimedes en els gasos, un receptor telefònic, una mena de micròfon (que porta el seu nom) de gran claredat i sensibilitat o, un nou sistema per demostrar el teorema de Torricelli.
Graduat en Ciències a la Universitat de Barcelona, fou un estudiós dels minerals i les roques i feu col·laboracions en investigacions mineralògiques amb el doctor Jaume Almera. El 1900 ingressà a l'Acadèmia de Ciències i Arts de Barcelona, de la qual arribà a ser president entre 1914 i 1916.